# Усть-Соплеск (сельское поселение)
Усть-Соплеск — административно-территориальная единица (административная территория посёлок сельского типа Усть-Соплеск с подчинённой ему территорией) и упразднённое муниципальное образование (бывшее сельское поселение с полным официальным наименованием муниципальное образование сельского поселения «Усть-Соплеск») в составе городского округа (бывшего муниципального района) Вуктыл Республики Коми Российской Федерации.
Административный центр — посёлок Усть-Соплеск.
Статус и границы административной территории установлены Законом Республики Коми от 6 марта 2006 года № 13-РЗ «Об административно-территориальном устройстве Республики Коми».

## История
Статус и границы сельского поселения были установлены Законом Республики Коми от 5 марта 2005 года № 11-РЗ «О территориальной организации местного самоуправления в Республике Коми». Сельское поселение было упразднено в 2015 году в связи с образованием городского округа Вуктыл на территории бывшего муниципального района Вуктыл.

## Население
| 2010 | 2011 | 2012 | 2013 | 2014 | 2015 | 2016 |
| ---- | ---- | ---- | ---- | ---- | ---- | ---- |
| 198  | ↘192 | ↘169 | ↘150 | ↘143 | ↗144 | ↘134 |

## Состав
Состав административной территории и упразднённого сельского поселения:
| № | Населённый пункт | Тип населённого пункта          | Население |
| - | ---------------- | ------------------------------- | --------- |
| 1 | Усть-Воя         | деревня                         | 20        |
| 2 | Усть-Соплеск     | посёлок, административный центр | 151       |
| 3 | Усть-Щугер       | деревня                         | 27        |